# Mao Trị Quốc
Mao Trị Quốc (tiếng Trung Quốc: 毛治國; bính âm: Mao Chi-kuo; sinh ngày 4 tháng 10 năm 1948) từng giữ chức Thủ tướng Trung Hoa Dân Quốc từ ngày 8 tháng 12 năm 2014 sau khi Giang Nghi Hoa từ chức đến ngày 18 tháng 1 năm 2016.
Chức vụ trước đó là Phó Thủ tướng Trung Hoa Dân quốc từ ngày 18 tháng 2 năm 2013 đến ngày 7 tháng 12 năm 2014.